# Эверарди, Жоржетта
Жоржетта Эверарди (урождённая Бронар; 1831—1887, Брюссель) — певица и педагог. Жена Камилло Эверарди.

## Биография
Музыкальное образование получила в Парижской консерватории. Окончив её в 1847 году, вышла замуж за певца Камилло Эверарди. Вскоре супруги переселились в Неаполь. Там они стали изучать пение и итальянский язык под руководством маэстро Лауро Рости, а затем продолжили обучение в Милане у Франческо Ламперти. В Неаполе и Милане они выступили в ряде опер.
Осенью 1857 года супругов Эверарди пригласили на императорскую сцену в Петербурге. Здесь Жоржетта пела Лизу в «Сомнамбуле» В. Беллини, Магдалену в «Риголетто» Дж. Верди, Леди Памелу в «Фра-Дьяволо» Д. Обера и Рагонду в «Графе Ори» Дж. Россини.
В 1870 году Жоржетту Эверарди назначили адъюнктом в Санкт-Петербургскую консерваторию по классу пения своего мужа. В этом звании она пробыла три года. Семейные обстоятельства вынудили Жоржетту открыть в Петербурге самостоятельные частные курсы пения, где она преподавала до начала сезона 1887 года, когда тяжелая и мучительная болезнь заставила её уехать в Брюссель, где она и умерла 21 декабря 1887 года.